# Parafia Najświętszego Serca Pana Jezusa w Jaświłach
Parafia pw. Najświętszego Serca Pana Jezusa w Jaświłach – rzymskokatolicka parafia należąca do dekanatu Knyszyn, archidiecezji białostockiej, metropolii białostockiej.

## Historia parafii
Parafię w Jaświłach erygował w roku 1924 ks. bp diecezji wileńskiej Jerzy Matulewicz.  Parafia powstała z podziału parafii dolistowskiej pw. św. Wawrzyńca i parafii goniądzkiej pw. św. Agnieszki.  Według aktu notarialnego, sporządzonego przez rejenta Jankowskiego w Białymstoku 1 września 1924 r., mieszkańcy Jaświł, Mociesz i Jaświłek ofiarowali ziemię na rzecz parafii w ilości 21 ha pod budowę kościoła i cmentarza.

Pierwszym proboszczem mianowany został  ks. Ignacy Cyraski, który jednak nie objął tej funkcji i faktycznie pierwszym proboszczem  został ks. Wacław Wasilewski, przybyły do Jaświł 24 października 1924 r. Zastał już zbudowana przez wiernych tymczasową kaplicę - kościółek drewniany. W zamiarach parafian była budowa kościoła murowanego, pomysł  został zrealizowany dopiero w latach 80 XX wieku.

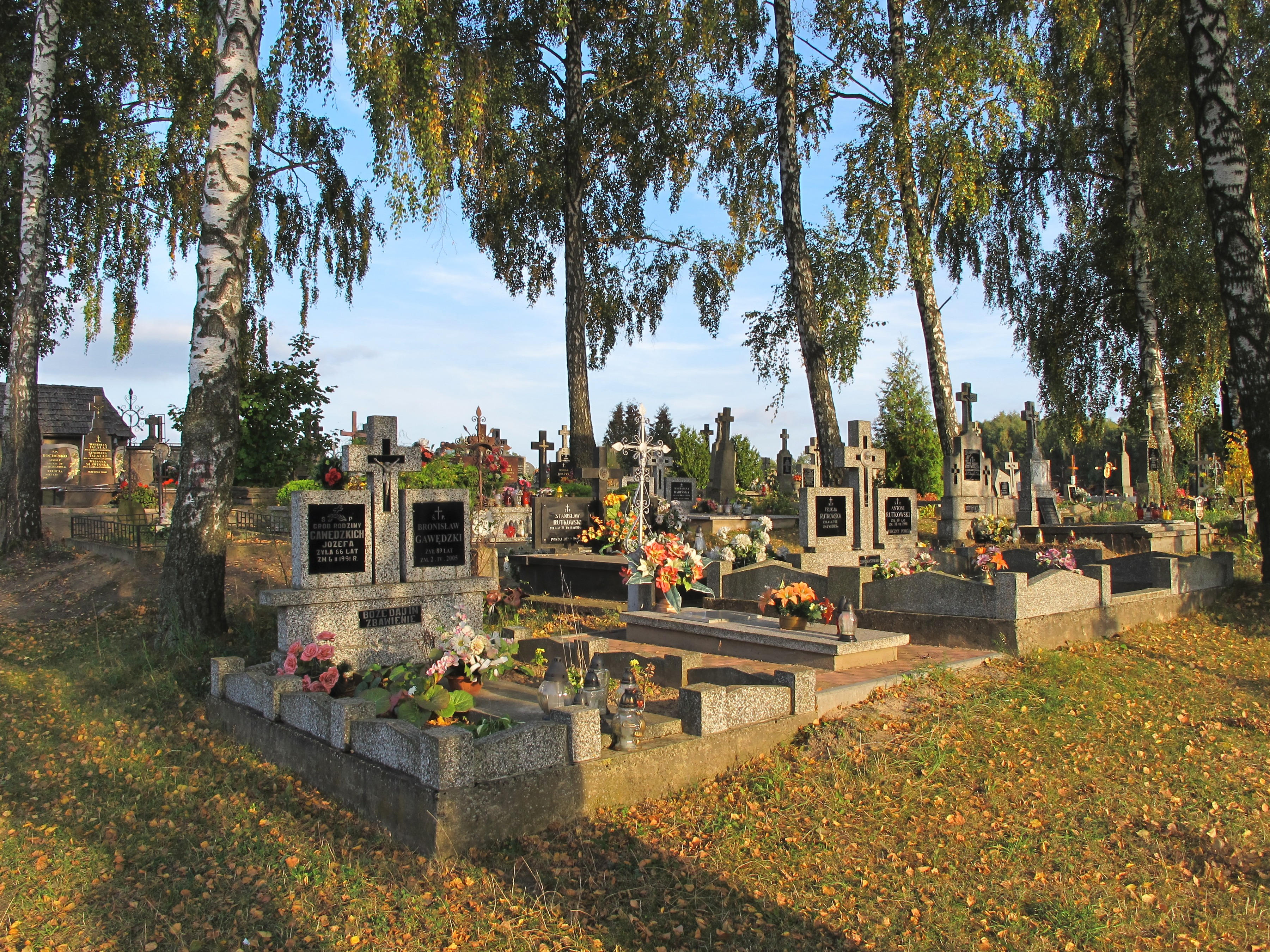
Cmentarz parafialny

## Miejsca kultu
Kościół parafialny
- Kościół pw. Najświętszego Serca Pana Jezusa w Jaświłach

W roku 1984 proboszcz jaświlski, ks. Władysław Kulikowski, rozpoczął z parafianami starania o budowę nowej świątyni. W latach 1986–1988 wybudowany został nowy murowany kościół według projektu  inż. arch. Andrzeja Chwaliboga. 13 listopada  1988 r. świątynia została poświęcona przez ks. bp. Edwarda Kisiela.
Kościoły filialne i kaplice
- kaplica w „Domu Kombatanta” w Mocieszach

Cmentarz parafialny
Na terenie parafii znajduje się cmentarz grzebalny  założony i poświęcony w roku 1924 o powierzchni 1 ha w odległości 0,3 km od kościoła.

## Zasięg parafii
W granicach parafii znajdują się miejscowości: 

- Gurbicze (3 km),
- Jadeszki (2),
- Jaświłki (1),
- Jaświły,
- Mociesze (2),
- Szaciły (4),
- Romejki (3),
- Rutkowskie Duże (3),
- Rutkowskie Małe (4).

## Proboszczowie
ks. Ignacy Cyraski (1924 – nominat nie objął parafii)
ks. Wacław Wasilewski (1924–1947)
ks. Aleksander Bebko (1948–1950)
ks. Paweł Bartoszewicz (1950–1966)
ks. Jozef Rutkowski (1966–1973)
ks. Zygmunt Piskor (1973–1979)
ks. Władysław Kulikowski (1979–1989)
ks. Ignacy Dąbek (1989–1991)
ks. Józef Murziński (1991–1993)
ks. Jerzy Sidorowicz (1993–2010)
ks. Grzegorz Bołtruczuk (2010–2013)
ks. Robert Markuszewski (2013–2018)
ks. Andrzej Kramkowski (2018–2023)
ks. Tadeusz Rutkowski (od 2023)